# Mordellistena rubrifascia
Mordellistena rubrifascia är en skalbaggsart som beskrevs av Liljeblad 1945. Mordellistena rubrifascia ingår i släktet Mordellistena och familjen tornbaggar. Inga underarter finns listade i Catalogue of Life.